# Hanno Olderdissen
Hanno Olderdissen (* 1976 in Bielefeld) ist ein deutscher Filmregisseur.

## Leben
Olderdissen studierte von 2004 bis 2007 Filmregie an der Internationalen Filmschule Köln. Davor hat er bei einigen Filmen den Grip bedient und war bei Romuald Karmakars Dokumentarfilm Between the Devil and the Wide Blue Sea als Regieassistent tätig.
Deutschlandweite Bekanntheit erlangte er durch seinen Kurzfilm Robin, der auf nationalen und internationalen Filmfestivals reüssierte.
Am 3. August 2006 wurde Olderdissen als Boxer Weltmeister nach Version der IRBF.
Gemeinsam mit Markus Sehr gründete er die Werbefilmfirma Gentlemen’s Agreement in Köln, mit der sie 2008 Stipendiaten des AV-Gründerzentrum NRW waren.
Hanno Olderdissen ist Mitglied der Deutschen Filmakademie und lebt in Köln.

## Filmografie (Auswahl)
- 2004: Lammfromm
- 2005: Between the Devil and the Wide Blue Sea (Regieassistent)
- 2006: Komfortzone
- 2008: Robin
- 2015: Familie verpflichtet (Fernsehfilm/NDR)
- 2017: Rock my Heart (Film)
- 2018: Wendy 2 – Freundschaft für immer
- 2019: Der Bulle und das Biest
- 2020: Lassie – Eine abenteuerliche Reise
- 2022: Karla, Rosalie und das Loch in der Wand (Fernsehfilm)
- 2022: Zurück aufs Eis
- 2022: Höllgrund
- 2023: Lassie – Ein neues Abenteuer
- 2025: Ganzer halber Bruder

## Auszeichnungen
- 2008: Gewinner des Studio Hamburg Nachwuchspreises in der Kategorie Beste Regie für Robin
- 2008: Gewinner des First Steps Awards in der Kategorie Kurz- und Animationsfilme bis 25 Minuten für Robin